# Emil Färber
Die Emil Färber GmbH & Co. KG ist einer der größten Fleischwarenhersteller in Baden-Württemberg mit Hauptsitz in der Stadt Emmendingen. Das Unternehmen wurde 1877 als lokale Viehhandlung in Villingen gegründet und unterhält heute 30 Standorte in Baden-Württemberg, Bayern, Hessen, Rheinland-Pfalz, Brandenburg und Sachsen.

## Schlachthof Neuruppin
Der zum Unternehmen gehörende Neuruppiner Schlachthof war an der Initiative Tierwohl beteiligt und schlachtete vor allem Bio-Schweine. Abnehmer waren u. a. die Bio Company mit 60 Filialen in Berlin, Brandenburg, Dresden, Hamburg und Potsdam und die Biomanufaktur Havelland, die den Fußballverein Hertha BSC, den Berliner Imbiss Curry 36 sowie verschiedene Bio-Großhändler, Restaurants und Cateringservices beliefert, welche auch für Kitas und Schulen Verpflegung bereitstellen.
Anfang Januar 2021 veröffentlichte das Deutsche Tierschutzbüro heimliche Videoaufnahmen vom August 2020, die beweisen, dass in dem Betrieb gegen den Tierschutz verstoßen wurde. Schweine wurden offenbar mit unzureichender Betäubung getötet und gequält. Gegen Verantwortliche des Schlachthofes war bereits im November 2020 Strafanzeige erstattet worden, aufgrund derer die Staatsanwaltschaft Neuruppin Ermittlungen aufgenommen hatte.

### Einstellung
Am 7. Januar 2021 wurde der Schlachtbetrieb eingestellt und der misshandelnde Schlachter entlassen. Die Bio Company und andere Abnehmer hatten ihre Zusammenarbeit beendet, zudem wurde der Schlachthof im QS-System gesperrt. Die Amtstierärztin des Landkreises Ostprignitz-Ruppin entzog zwei Mitarbeitern die nötige Sachkundebescheinigung für die Betäubung bei Schlachtungen.